# Wilhelm Wiedenhoff
Wilhelm Wiedenhoff (* 8. September 1926 in Remscheid; † 5. April 1995) war ein deutscher Kirchenmusiker und Landeskirchenmusikdirektor.

## Leben
Wilhelm Wiedenhoff absolvierte nach dem Besuch der Städt. Handelsschule in Remscheid 1948 zunächst eine Ausbildung zum Kaufmann. 1949 bestand er an der Landeskirchenmusikschule der Evangelischen Kirche im Rheinland das B-Examen für Kirchenmusik. Nach einer ersten Berufstätigkeit in Kassel wechselte er 1954 an die Christuskirche in Essen-Altendorf. An der Folkwang Hochschule Essen legte er 1964 das A-Examen ab. In seiner Gemeinde baute er eine neue Kantorei auf. Des Weiteren leitete er eine Knabenschola, einen Kinder- und Frauenchor sowie einen Blockflötenkreis. 1976 verlieh ihm die Evangelische Kirche im Rheinland den Ehrentitel Kirchenmusikdirektor. Gleichzeitig übernahm er das Amt des Landeskirchenmusikwarts. 1982 wurde er gemeinsam mit Volker Ebers zum Landeskirchenmusikdirektor der Evangelische Kirche im Rheinland berufen. Am 8. September 1991 wurde er mit 65 Jahren in den Ruhestand verabschiedet. Sein Nachfolger als LKMD wurde Christoph Schoener.

## Kompositionen
- Vom Himmel hoch, da komm ich her. In: Lobt Gott, ihr Christen alle gleich. Advents- und Weihnachtslieder für vierstimmigen Bläserchor, Stabspiele und Schlaginstrumente. Edition Merseburger, Kassel 1980.